# Palacio de Fabio Nelli
El palacio de Fabio Nelli es, a juzgar por los críticos e historiadores, el edificio renacentista del periodo clasicista más importante de la ciudad de Valladolid (España). Según palabras del arquitecto Antonio Bustamante García, «se considera este palacio como el mejor exponente y obra de primera fila dentro del Clasicismo de la arquitectura civil de Valladolid». Los críticos de arte aseguran que tuvo mucho que ver en el resultado de la obra el buen entendimiento y comprensión entre el promotor, el banquero Fabio Nelli, y la genialidad y maestría del autor Pedro de Mazuecos el Mozo.
Levantado en una época en la que Valladolid iniciaba su decadencia, su construcción duró unos veinte años, sucediéndose periodos de inactividad en la obra y un cambio de arquitecto por la muerte de Juan de la Lastra, que fue quien lo inició.
Decorado y rematado siguiendo el gusto clasicista italiano, su fachada, su patio y su escalera son el máximo exponente de este tipo de arquitectura en Valladolid. Tras la muerte del banquero tuvo varios usos, hasta que en el siglo XX pasó a ser sede del Museo de Valladolid, institución destinada a recoger todos los restos arqueológicos y artísticos de la provincia.
Su estado de conservación es relativamente bueno, precisando con urgencia una ampliación del espacio dedicado al museo y una restauración de la fachada y el patio del propio palacio.

## Contexto histórico

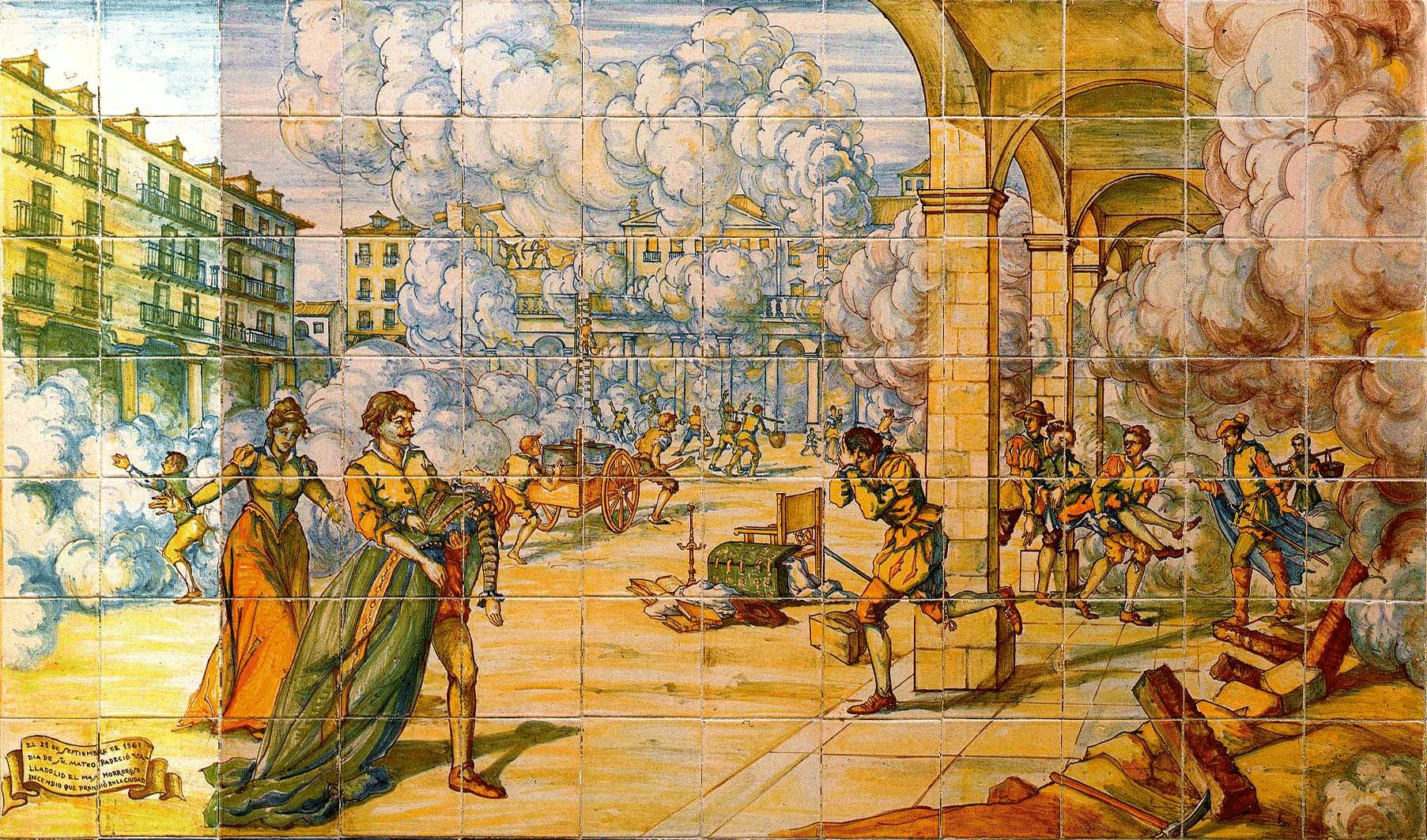
El incendio de Valladolid, uno de los acontecimientos más importantes de la época.

El Valladolid de mediados del siglo XVI y comienzos del XVII era una ciudad que habiendo conocido su esplendor iniciaba una etapa decadente que perduraría siglos. Fabio nació en 1533, pero la ciudad ya se encontraba estancada desde la derrota de los comuneros. Seis años antes, en 1527, Valladolid presenció uno de los acontecimientos más importantes de su historia: el nacimiento del futuro rey Felipe II en el Palacio de Pimentel. Ese mismo año, se inició la construcción de la nueva colegiata, que, tras varios retoques del proyecto y retrasos de las obras, obtuvo el rango de catedral, aunque nunca llegó a terminarse. En 1561 un incendio destruyó gran parte de la ciudad, tras el cual Felipe II se comprometió a reconstruir las zonas destruidas, dotando así a la ciudad de la primera Plaza Mayor regular de España. La decisión del rey de asentar la Corte en Madrid supuso un serio varapalo para la ciudad (lo mismo ocurrió con Toledo), que inició el camino decadente en el que se mantuvo hasta bien entrado el siglo XIX. Recibió un soplo de aire fresco con la concesión del título de ciudad y con la llegada de la Corte en 1601, pero al cabo de cinco años, Felipe III regresó de nuevo a Madrid y Valladolid quedó sumida en un letargo.

## La figura de Fabio Nelli

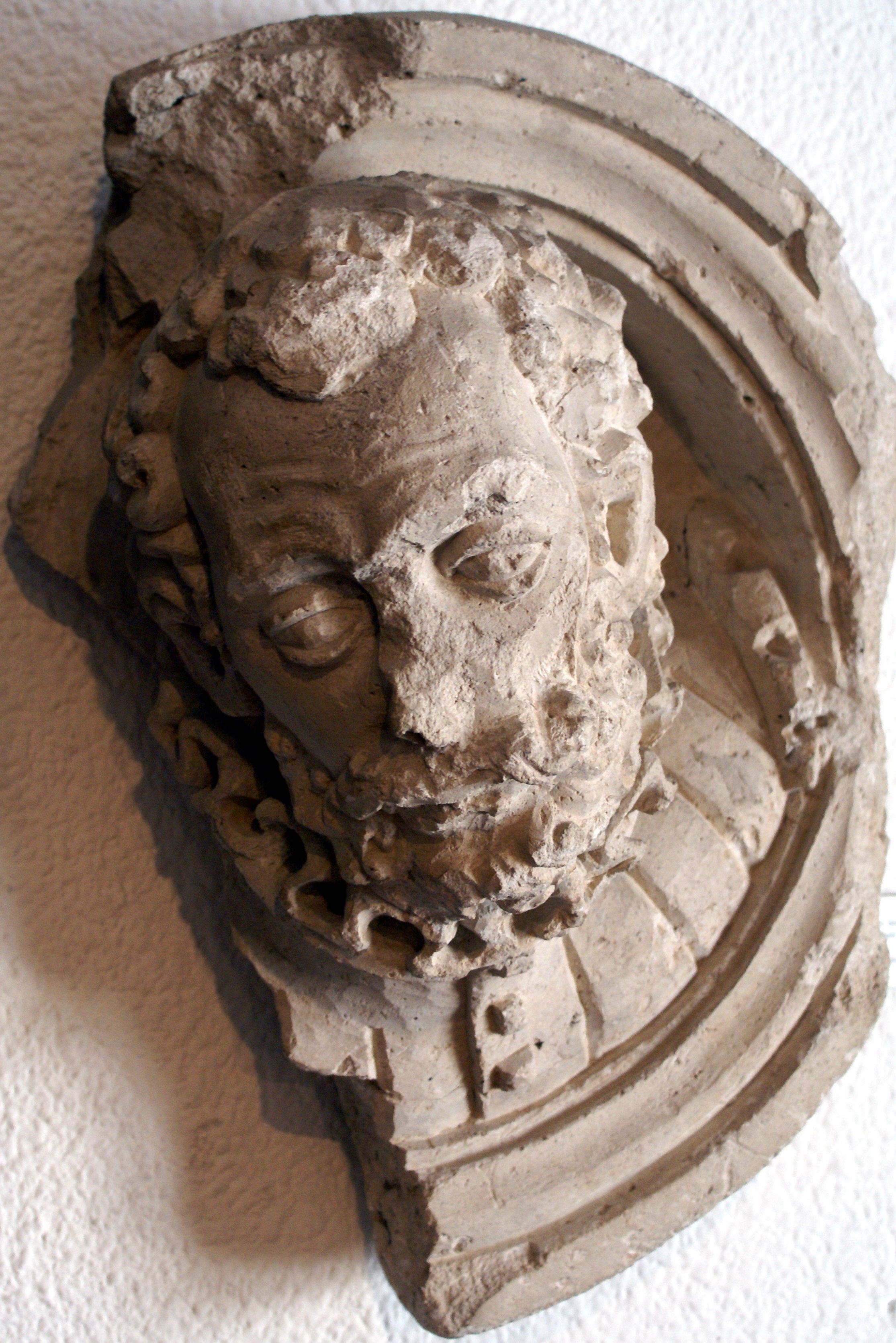
Busto de Fabio Nelli.

Fabio Nelli fue un importante banquero vallisoletano nacido en 1533. Su padre, Alfonso Nelli, que murió arruinado en Tábara (Zamora), pertenecía a una familia de financieros de Siena (Italia). Su madre fue Damiana de Espinosa. Al morir su padre, Fabio Nelli marchó a Sevilla en compañía de sus tíos Pedro y María de Espinosa. Allí trascurrió su vida profesional.
Casó en su madurez con doña Violante Rivadeneira (que murió en 1591). Tuvieron dos hijas: Damiana, que casó con su primo Hernando de Rivadeneira y Leonor, que casó con Cristóbal de Benavente y Benavides y que más tarde fue conde de Fontanar.
Damiana tuvo un hijo llamado Alonso Nelli (1601-1662) que casó con Catalina de Zúñiga. Tuvieron un hijo llamado Baltasar Francisco de Rivadeneira y Zúñiga, a quien Felipe IV otorgó el título de marqués de la Vega de Boecillo en 1663. Es el propietario del escudo que se ve en la fachada del palacio de Fabio Nelli y del escudo que se conserva en la finca de Boecillo.
Fabio Nelli constituyó mayorazgo en 1595 y lo ratificó en 1608 con alguna novedad. Lo hizo a favor de su hija mayor Damiana y de sus descendientes. Al morir Damiana en 1614, el mayorazgo pasó a su hijo Alonso Nelli.

## El regreso a Valladolid
La prosperidad económica de la ciudad -consecuencia de su estrecha relación con la Corona-, que ya desde el siglo XII había concedido las primeras ferias, atrajo hacia la ciudad acaudaladas familias de comerciantes y banqueros.
Fabio Nelli de Espinosa, hijo del banquero sienés Alfonso Nelli, nació en Valladolid, pero los negocios familiares en una época de auge del comercio con América le llevaron fuera de su ciudad natal hasta 1576, fecha de su vuelta definitiva y en la que encargó la construcción de su residencia.
Sobre varias casas adquiridas al Conde de Osorno, el arquitecto Juan de la Lastra planteó una residencia castellana. Pero desde 1595 el arquitecto Pedro de Mazuecos introdujo elementos de inspiración italiana: fachada simétrica con dos torres y acceso en el centro, en línea con la entrada al patio. Este tiene columnas en tres de sus lados, mientras que el cuarto está cerrado con un muro, al orientarse hacia el norte, y ser por ello más frío.

## Construcción del palacio

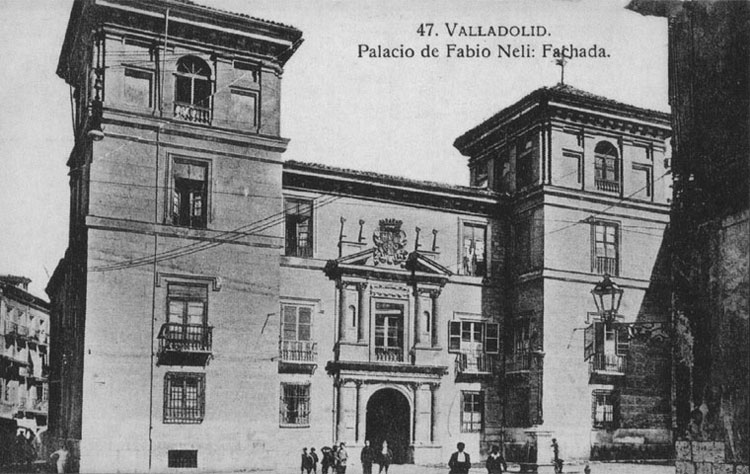
Imagen del palacio en la primera mitad del.

Las obras del palacio se iniciaron en 1576 en el solar de las casas principales ya citadas. El día 15 de abril de ese mismo año firmaron un contrato el banquero Fabio Nelli y el maestro de cantería Juan de la Lastra para llevar a cabo la cimentación de los muros del edificio. En este documento quedaron perfectamente decididas las medidas, los materiales y el modo de labrarlos:

[...] cada tapia de mampostería que tenga de largo diez pies y de hondo hasta rras de la tierra tres pies y medio cuando salga de la tierra se ha de hacer de sillares [...]

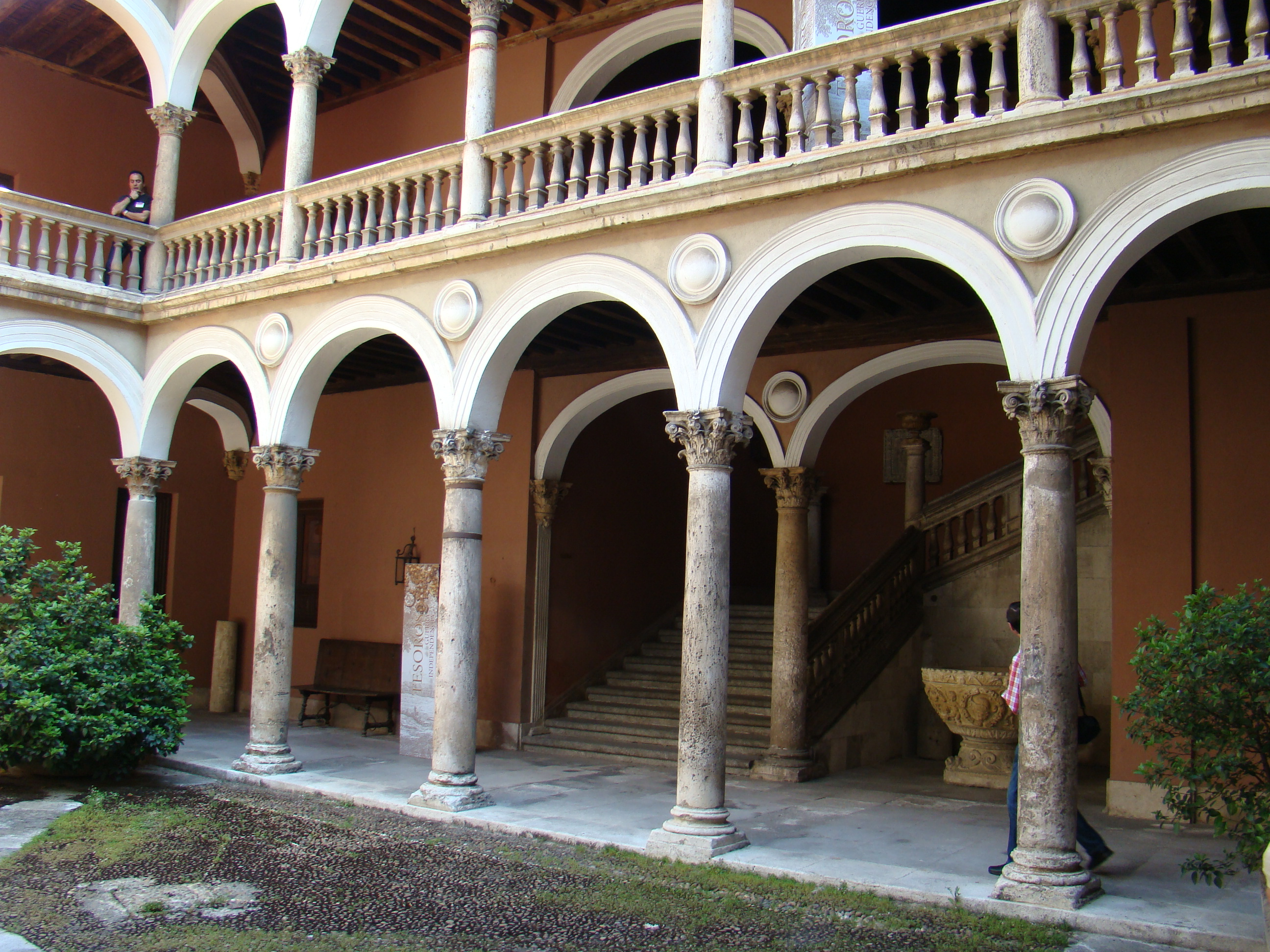
Patio construido bajo la dirección de Pedro de Mazuecos el Mozo y la ejecución del escultor Francisco de la Maza.

Construyó Juan de la Lastra los cimientos y las crujías correspondientes. El esquema a seguir era el habitual en la construcción de los palacios vallisoletanos: un zaguán situado a la izquierda de la fachada, con las puertas de la calle y del patio desenfiladas formando una línea oblicua sin tener en cuenta un eje de simetría. Situó pues la puerta de acceso al patio desde el zaguán de modo quebrado para evitar toda visión desde la puerta exterior.
Juan de la Lastra tomó como modelo para labrar la puerta del zaguán que daba al patio, al arquitecto Baldassare Peruzzi en su obra de restauración del palacio Máximo Colonne, tanto en la forma como en la ubicación. Las obras continuaron durante los seis años siguientes según las trazas de un palacio de tradición vallisoletana, con el típico zaguán descentrado, tal y como se hizo en la casa de Berruguete, palacio de Escudero-Herrera, palacio de Pimentel y en tantos otros. Pero la obra de Juan de la Lastra quedó truncada por enfermedad y muerte del artista que en enero de 1582 otorgó testamento poco antes de morir.
A partir de ese año el escultor Francisco de la Maza y el arquitecto Pedro de Mazuecos el Mozo se encargaron de continuar la construcción del edificio. Se tiene noticia de los contratos respectivos gracias al documento del A.H.P y U. que aparece con la firma del escribano Miguel Palacios, (año de 1582, leg. 531, fol. 100). En este legajo se da toda clase de instrucciones y detalles para la labra de las columnas y escalera del patio principal, a partir de las trazas de Pedro de Mazuecos el Mozo. Ese año comenzaron las obras de patio y escalera, que duraron cuatro meses tal y como se exigía en dicho contrato.
En 1589 Fabio Nelli decidió ocuparse personalmente de la dirección de las obras de su palacio (hasta el momento se había ocupado su hermano) aposentándose en los dos cuartos traseros que eran los únicos que estaban terminados incluso con decoración. El primer paso fue la terminación de la fachada y portada para lo cual se dirigió al joven y prometedor Diego de Praves que aceptó, contando como fiadores con Juan de Nates y Juan de Mazarredonda y como testigo Pedro de Arce. En el contrato se hace mención al tiempo que deben durar las obras y al precio establecido:

Dentro del presente año de mill e quinientos e ochenta e nueve y por precio de siete mill e ducientos rreales…

En el mes de diciembre todavía estaban trabajando en la crujía de la delantera, por lo que los inquilinos del palacio tenían grandes dificultades para salir a la calle; Fabio Nelli pidió permiso a su vecino colindante, el alarife Domingo de Azcutia para poder utilizar un callejón de su propiedad que tenía acceso a la calle de la Puente (actual Expósitos).
Las obras se paralizaron durante cinco años. Los historiadores no tienen muy claro cuál fue la causa, aunque se inclinan por la crisis económica que comenzó en la última década del siglo, frente a los años anteriores (década de los 80) en que todo había sido prosperidad y abundancia. Pasados esos cinco años, Fabio Nelli encargó las obras de la delantera y portada a Pedro de Mazuecos el Mozo, otorgándole toda su confianza. Entre los comienzos de las obras del palacio en 1576 y el nuevo contrato, habían aparecido en Italia nuevas ideas en el mundo de la arquitectura. Las soluciones que dio Mazuecos para la ubicación del zaguán y tamaño y posición del patio y para la construcción de la portada fueron inspiradas en el Tratado de Sebastián Serlio, De la Antigüedad, Libro Tercero. Pedro de Mazuecos fue uno de los más influyentes arquitectos dentro del foco clasicista vallisoletano.

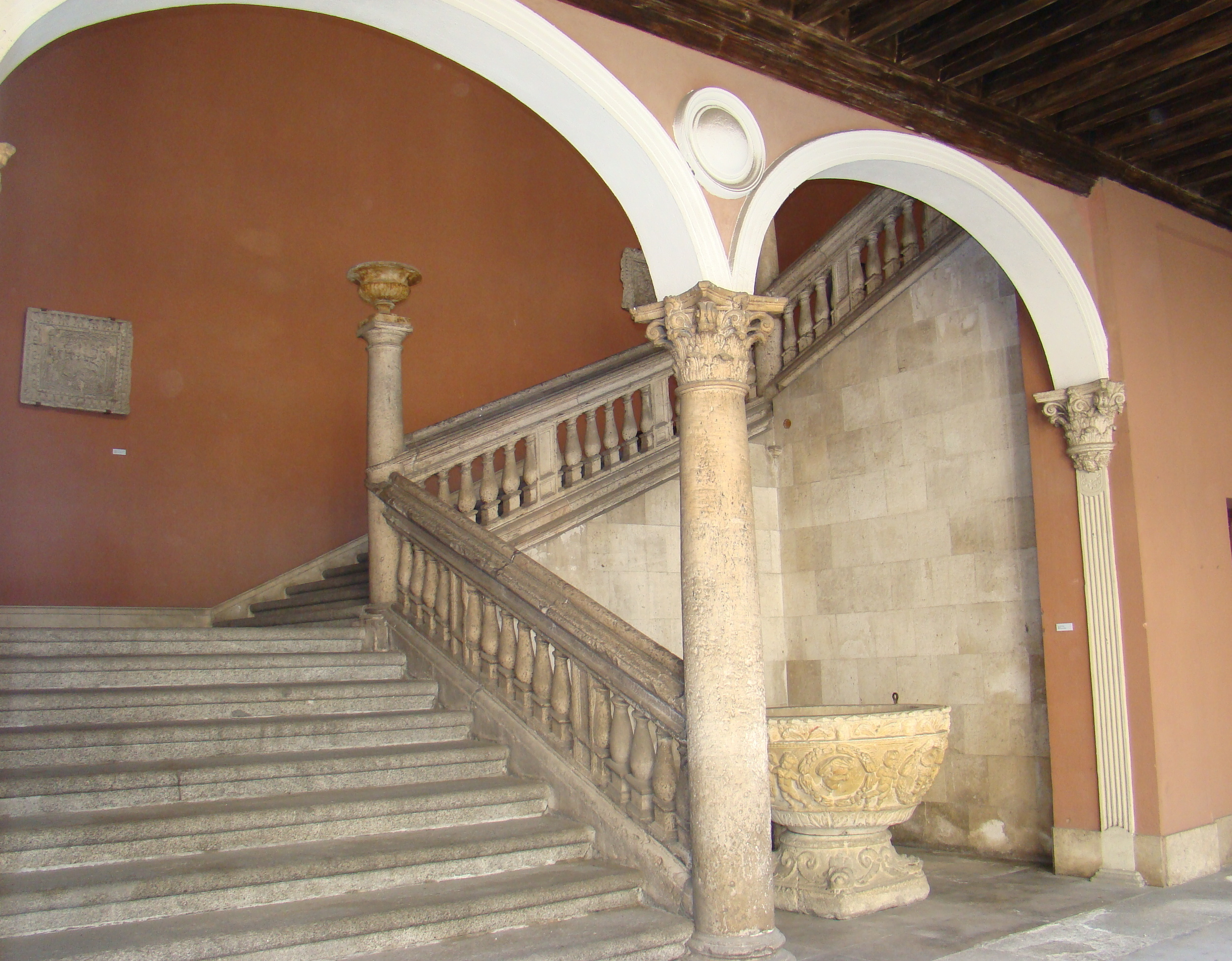
Escalera palaciega a partir de las trazas de Pedro de Mazuecos el Mozo.

Las nuevas trazas se basaban en los principios de simetría y centralidad ofrecidas por el Renacimiento, siguiendo al mismo tiempo las teorías y consejos de Sebastián Serlio:

[…] ristorar cose vecchie […] observando almeno la simetría: vorrá ristorare almeno la falacia Della casa…

En el caso del palacio de Fabio Nelli no se trataba de restaurar un edificio gótico sino de concluir una fachada y portada en un edificio cuyo interior no respondía exactamente a las nuevas modas. Según el gusto de Fabio Nelli, el palacio debía terminarse siguiendo la moda italiana más reciente y para ese fin confió plenamente en Pedro de Mazuecos.
Pedro de Mazuecos trasladó la puerta de entrada al patio desde el ángulo izquierdo donde se encontraba al centro de la crujía, dejando así el nuevo zaguán centrado. La puerta de entrada desde la calle también la ajustó en medio de la fachada. A partir de esta disposición centrada y enfrentada Mazuecos diseñó y distribuyó el resto del edificio, dando al palacio los principios clasicistas que hasta el momento no se habían experimentado en la arquitectura palaciega de la meseta norte: simetría, frontalidad y centralidad.

## Descripción de las fachadas

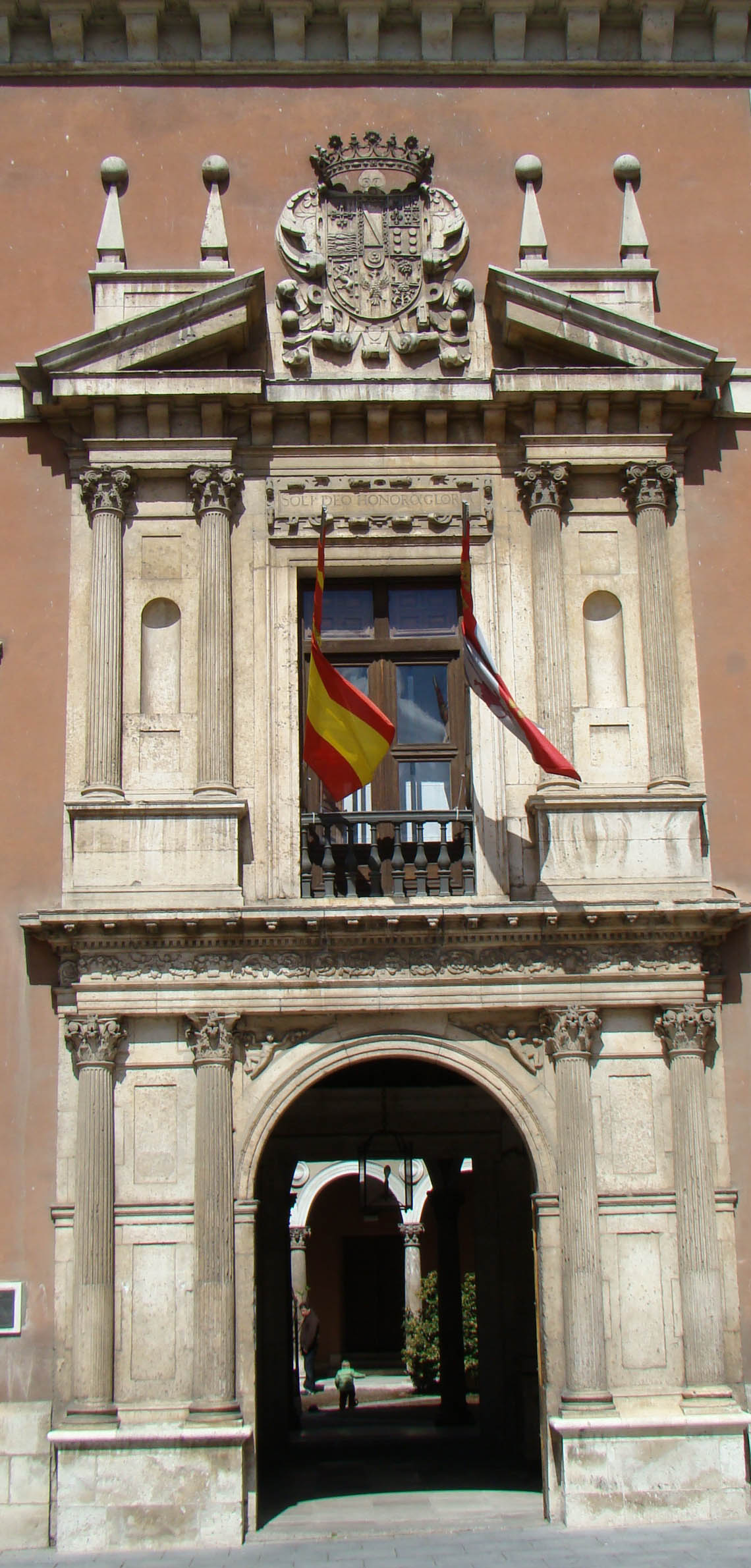
Fachada principal con la puerta enfilada y centrada que deja ver al fondo el acceso al patio.

La fachada se compone del cuerpo central y dos torres laterales, avanzadas respecto al resto. Está realizada en piedra para el zócalo y ladrillo para las paredes, apareciendo todo enlucido excepto la portada.
La puerta es de medio punto, con dobles columnas estriadas a los lados, y encima se ve un friso decorado con amorcillos y figuras vegetales.
El segundo cuerpo lleva en medio un balcón, con barandilla de bronce. En el dintel se ve el lema Soli deo honor y gloria. A los lados hay también dobles columnas, entre las cuales se disponen hornacinas y recuadros en rehundido, siguiendo así la estética geométrica muy de moda en la época en la que se construyó. El frontón es partido, y en el hueco está el escudo. Está rematado con pirámides y bolas al gusto escurialense. La cornisa tiene un volando con modillones con moldura de talón.

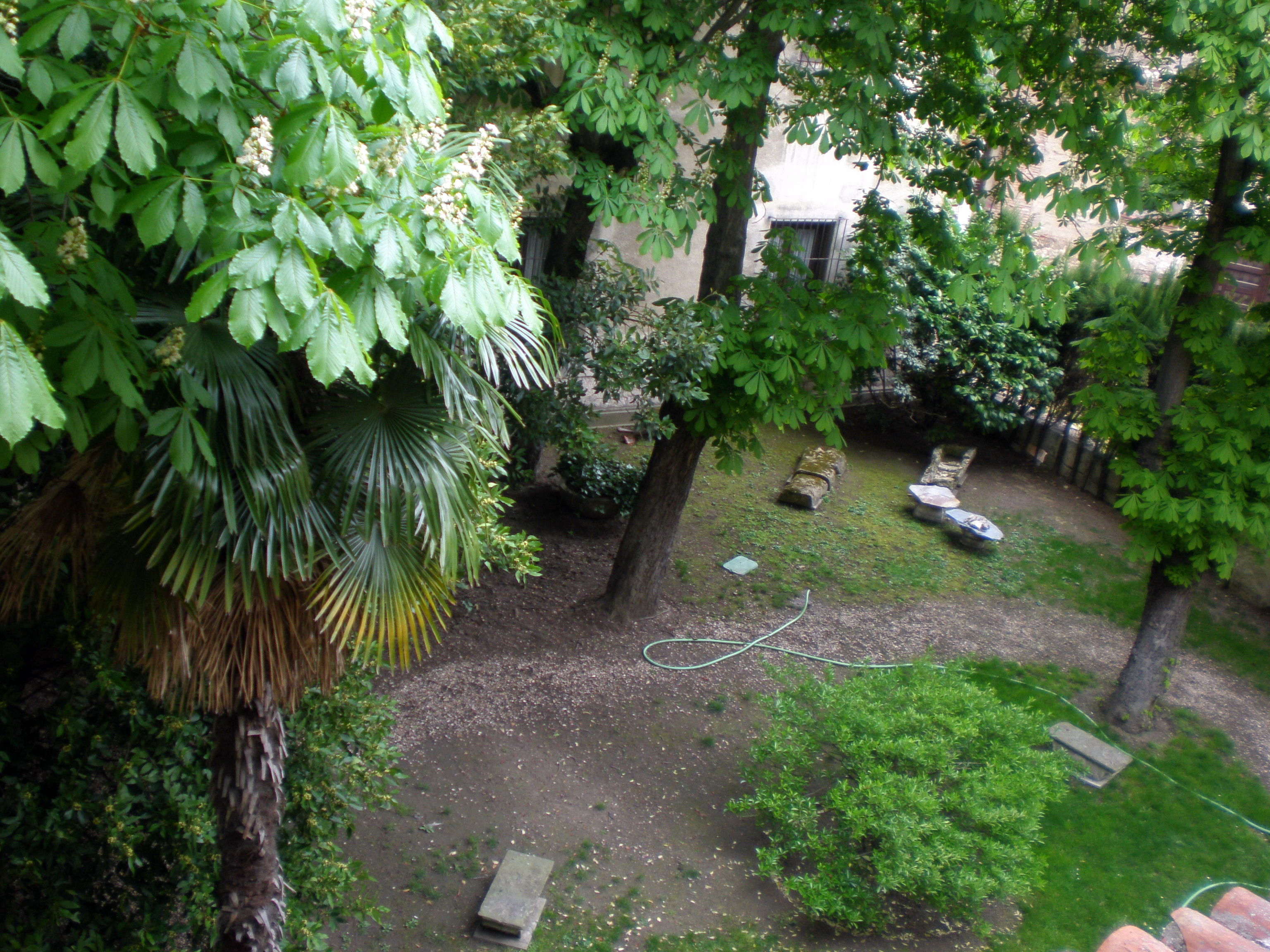
Vergel

La fachada lateral que está a la vista da a la antigua calle de la Puente, hoy Expósitos. Remata una galería de arcos con adornos de mascarones, del gusto italiano. La otra fachada lateral no se ve porque está oculta por otras edificaciones. Parte de esta fachada da al jardín del palacio llamado el vergel.
La puerta de entrada está centrada y conduce al zaguán que presenta su puerta de entrada al patio afrontada con la de la calle y también centrada en la crujía.

### Ornamentación y simbolismo
Entre hojarascas puede verse a un personaje desnudo que lleva un racimo de uvas que ofrece a un animal en actitud fiera. Es Baco, amansando a las fieras con ayuda del vino.
Aparecen angelotes o putti sosteniendo un medallón o escudo, típicamente florentinos, de significado poco claro. Este ornamento fue muy utilizado y difundido en relieves del Renacimiento español.
Se ven cestos repletos de frutas, coincidiendo sobre los cuatro capiteles de las cuatro columnas; se trata de una representación de la abundancia, motivo muy utilizado en los palacios vallisoletanos a lo largo del siglo XVI.
En el centro del friso, separando los grutescos simétricos ya descritos, se encuentra la imagen de un rostro con gesto sarcástico y burlón, casi diabólico: un mascarón que puede recordar los modelos italianos de los sátiros o la representación de algún ser terrorífico. Ha sido interpretado como máscara dionisíaca representando ojos o ventana o luz interior al estar ubicado justo en el centro de la puerta de entrada.
En las enjutas del arco de entrada hay dos figuritas ornamentales que representan unos niños o angelotes que sostienen unas frutas. Se ha querido relacionar a estas figuras con una alegoría del amor.

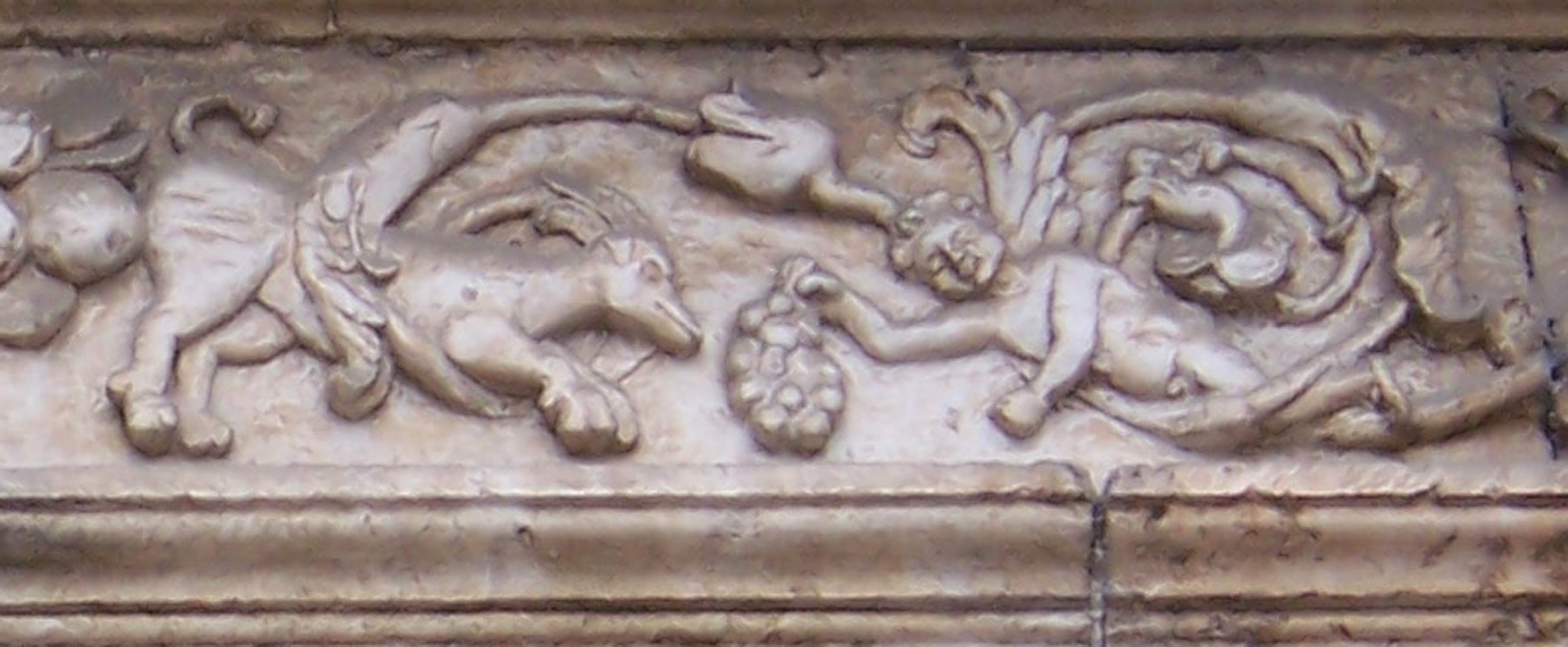
Baco amansando a las fieras con ayuda del vino.
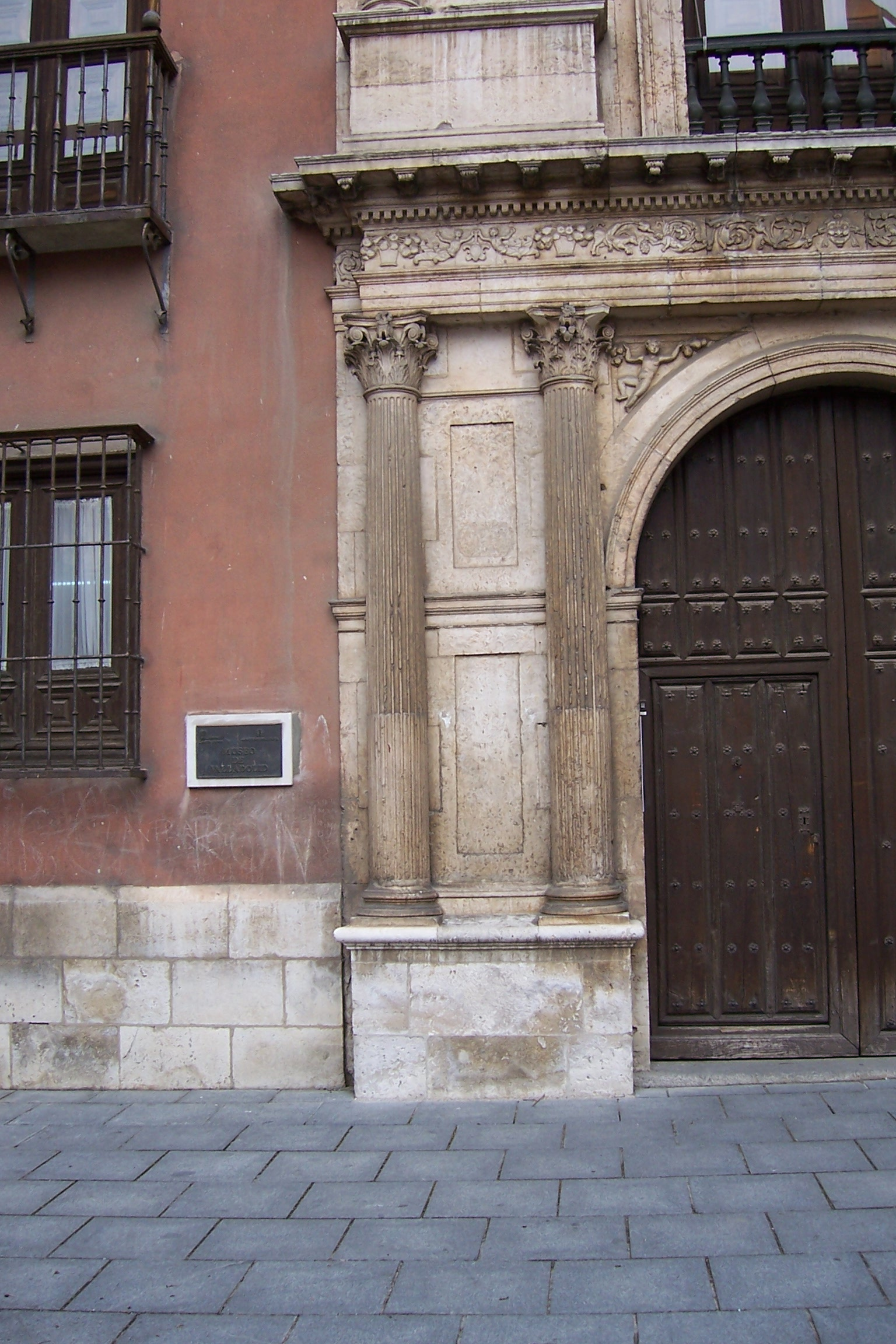
Angelotes o putti sosteniendo un medallón o escudo y cestos repletos de frutas, coincidiendo sobre los cuatro capiteles de las cuatro columnas.
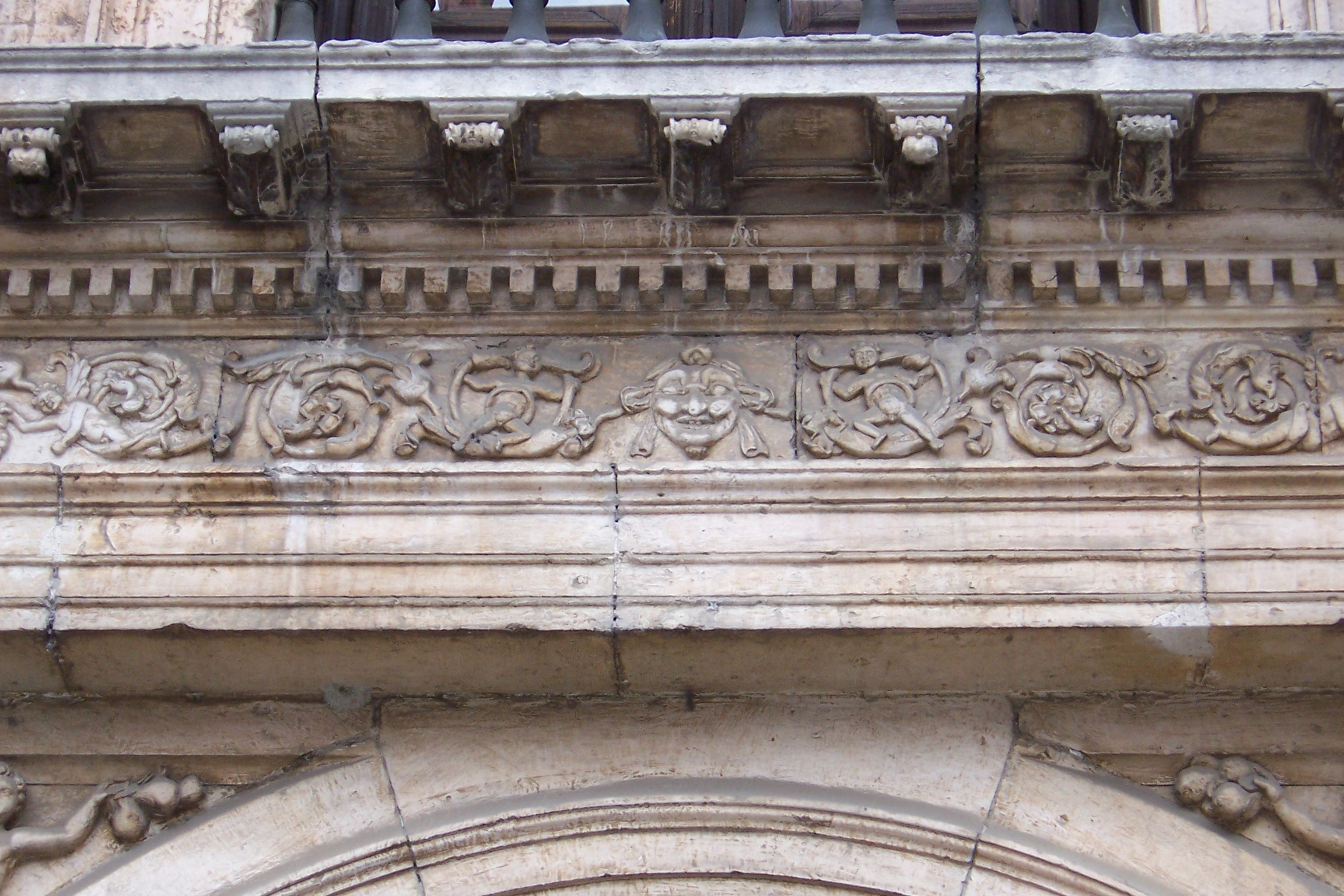
Imagen de un rostro con gesto sarcástico y burlón separando los grutescos simétricos.
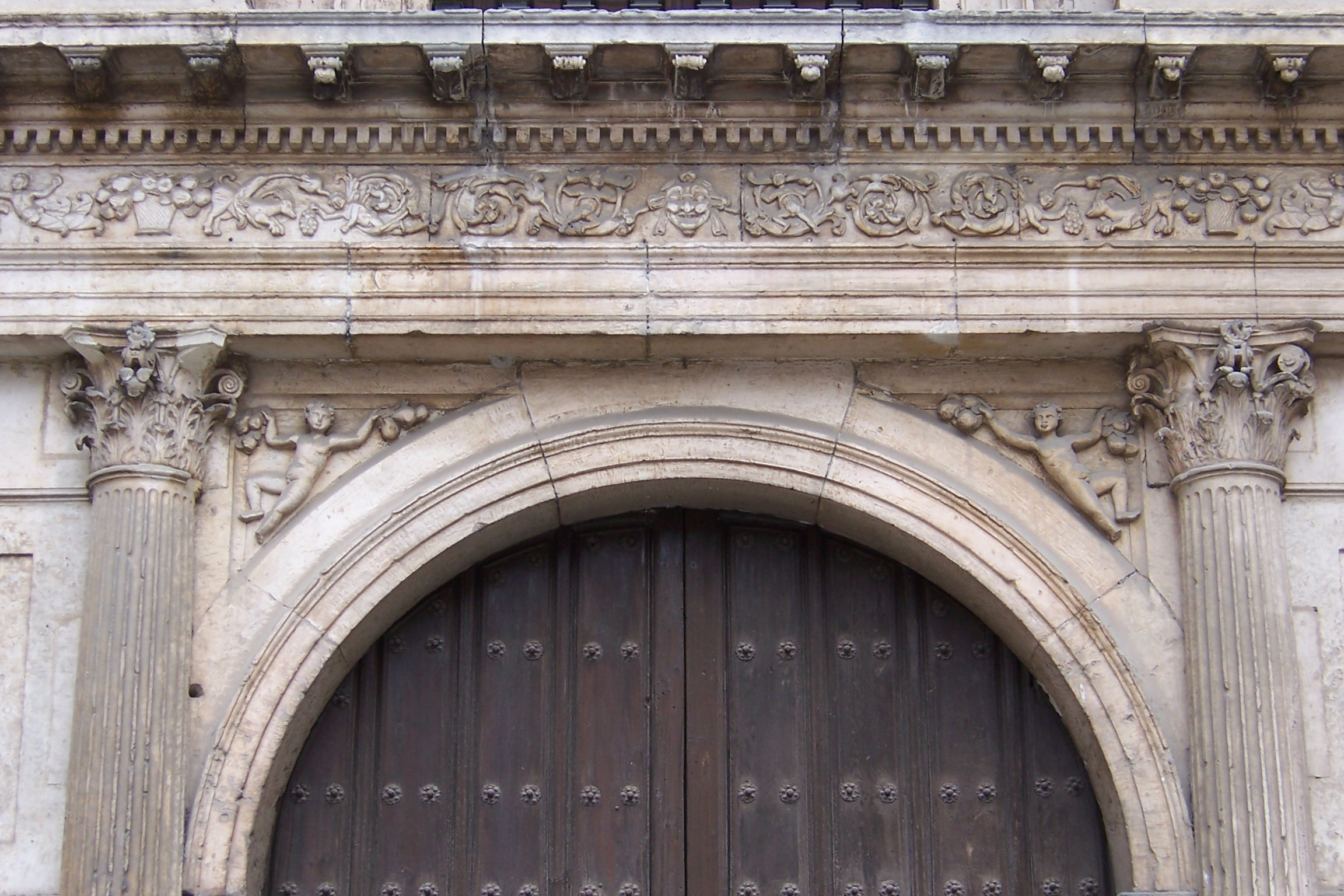
En las enjutas del arco de entrada hay dos figuritas ornamentales que representan unos niños o angelotes que sostienen unas frutas.

### Leyenda en el friso
SOLI DEO HONOR α GLORIA

La traducción tradicional de esta frase suele ser Solamente a Dios honor y gloria. Sin embargo, es muy raro ver esta máxima en un edificio civil no relacionado con la Iglesia. Se ha especulado sobre la posibilidad de que la frase fuera dirigida a Felipe II como una alabanza relacionada con la imagen que tenía como Rey-Sol. En ese caso la traducción sería: Al dios-sol honor y gloria. Esta dedicatoria podría ser en agradecimiento por la concesión que Felipe II hizo a Fabio Nelli otorgándole título de hidalguía y nobleza.

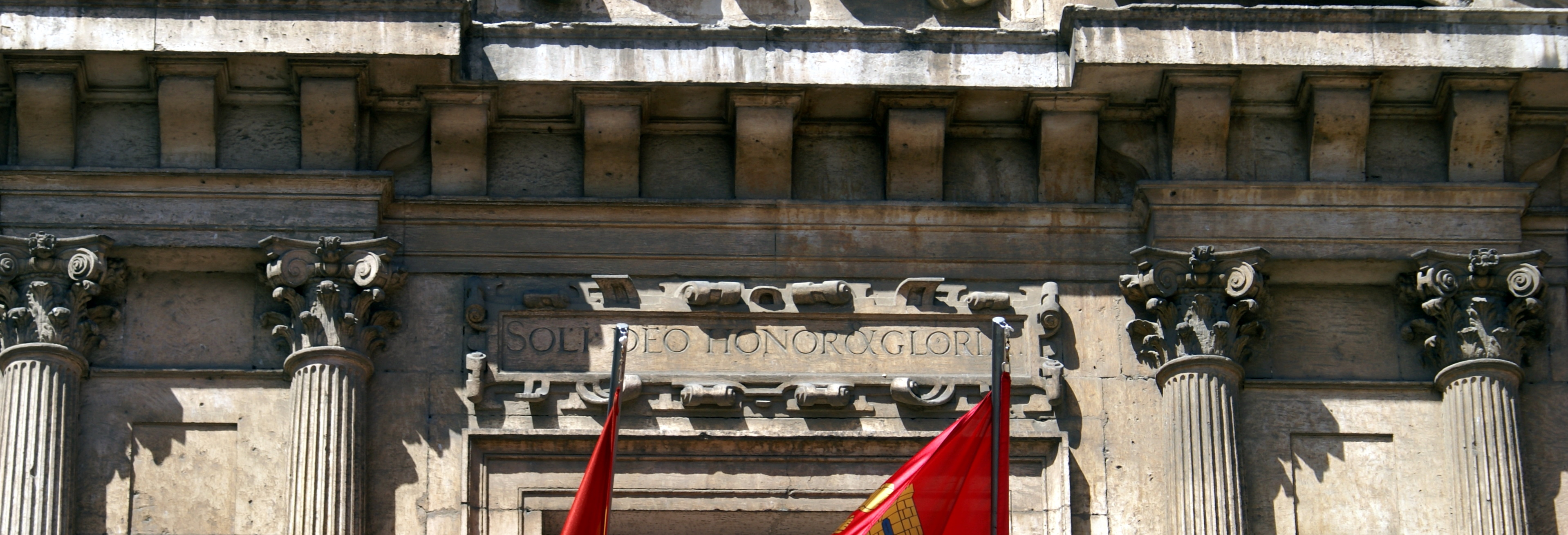
Detalle de la leyenda en el friso.

### Escudo nobiliario
El actual escudo de armas, que puede verse en el centro del frontón partido del palacio, corresponde al nieto de Fabio Nelli, Baltasar de Rivadeneira y Zúñiga. También pertenece a este personaje el escudo que todavía existe en la villa de Boecillo (actual Vega de Porras), que fue casa de campo, propiedad del banquero. Sin embargo, en ese mismo emplazamiento de la fachada hubo en su día el escudo perteneciente al propio Fabio Nelli del cual se tiene noticia exacta gracias a la descripción escrita que hizo, fechada el 20 de junio de 1608.
Fabio Nelli estaba orgulloso de sus antepasados, que habían sido favorecidos por el emperador Carlos V, quien dio la carta de merced y título el 10 de enero de 1532 y permitió poder incluir en el escudo familiar la media águila imperial.

#### Descripción del escudo actual
Cortado

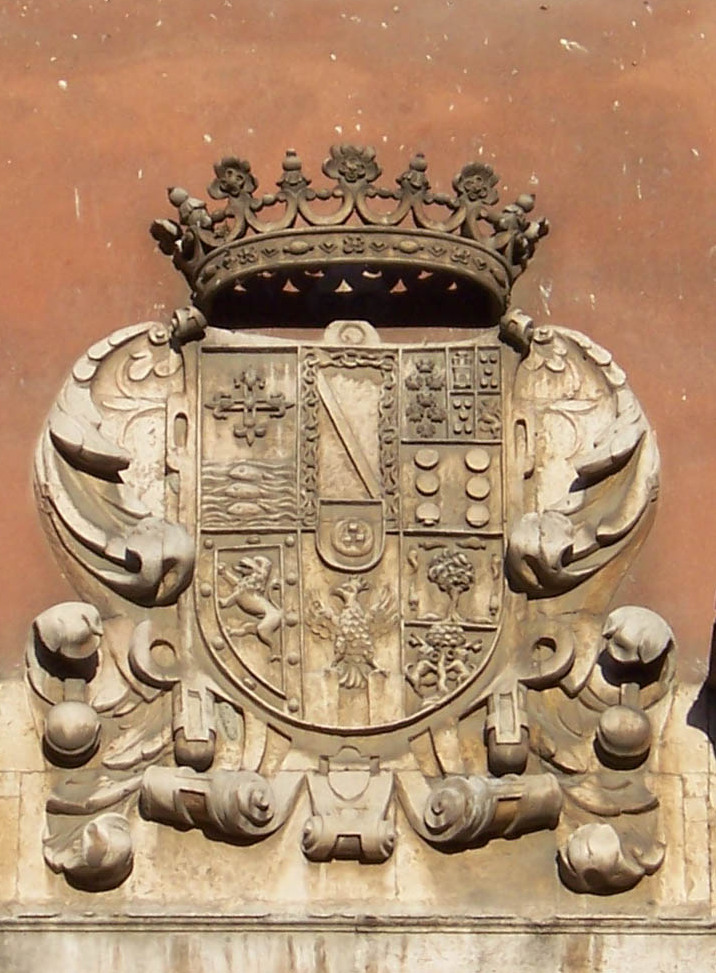
Actual escudo en la fachada con las armas de Baltasar de Rivadeneira y Zúñiga, nieto de Fabio Nelli.

Partido de dos líneas y cortado de una. A la diestra: Arriba una cruz floreteada y cargada con 5 veneras, abajo sobre aguas de 3 peces en palo. Es Rivadeneira.
En el centro: Una banda y orlada por una cadena. Es Zúñiga.
A la siniestra: Está cortada. Arriba. Partido. A la diestra, siete lises en faja 1,2,1,2,1. Es Niño.
A la siniestra cuartelado en cruz, 1.º un castillo, 2.º y 3.º 5 escudetes en aspa cargados con 5 quinas también en aspa, 4.º un león.
Abajo, 6 roeles en palo 3,3. Es Castro.
Parte inferior partido de dos líneas y cortado de una. A la diestra: León rampante, bordura de roeles o bezantes. En el centro: Águila explayada y cortada. A la siniestra: Está cortado. Arriba: Un árbol, bordura con algo que parecen gavillas. Abajo: Un árbol y dos cabras rampantes atadas al mismo.
Escusón: Una esfera cargada con tres roeles o bezantes mal colocados.
Atributos exteriores: Está timbrado con una corona de marqués. Sobre el todo, una cruz de la Orden de Caballería de Santiago.

## Decoración de azulejos
En los años en que se estaba construyendo el palacio había en Valladolid muy buenos talleres de azulejería. En 1586 se abrió el taller de Hernando de Loaisa que fue quien ejecutó la decoración del palacio de Fabio Nelli al mismo tiempo que lo hacía en el colegio de San Gabriel (ya desaparecido). Los temas favoritos en esta decoración fueron los mitológicos. También aparecían escenas caballerescas en el paisaje de ciudades amuralladas, siguiendo al pie de la letra las tendencias tan a la moda lanzadas por el Renacimiento italiano de Florencia. Aparte de las escenas figurativas aparece como ornamentación repetida la imagen de la granada, cargada de simbolismo, identificada con la realeza, comparando su sabor agridulce con las glorias y sinsabores del gobierno.

## El Palacio tras la muerte del banquero

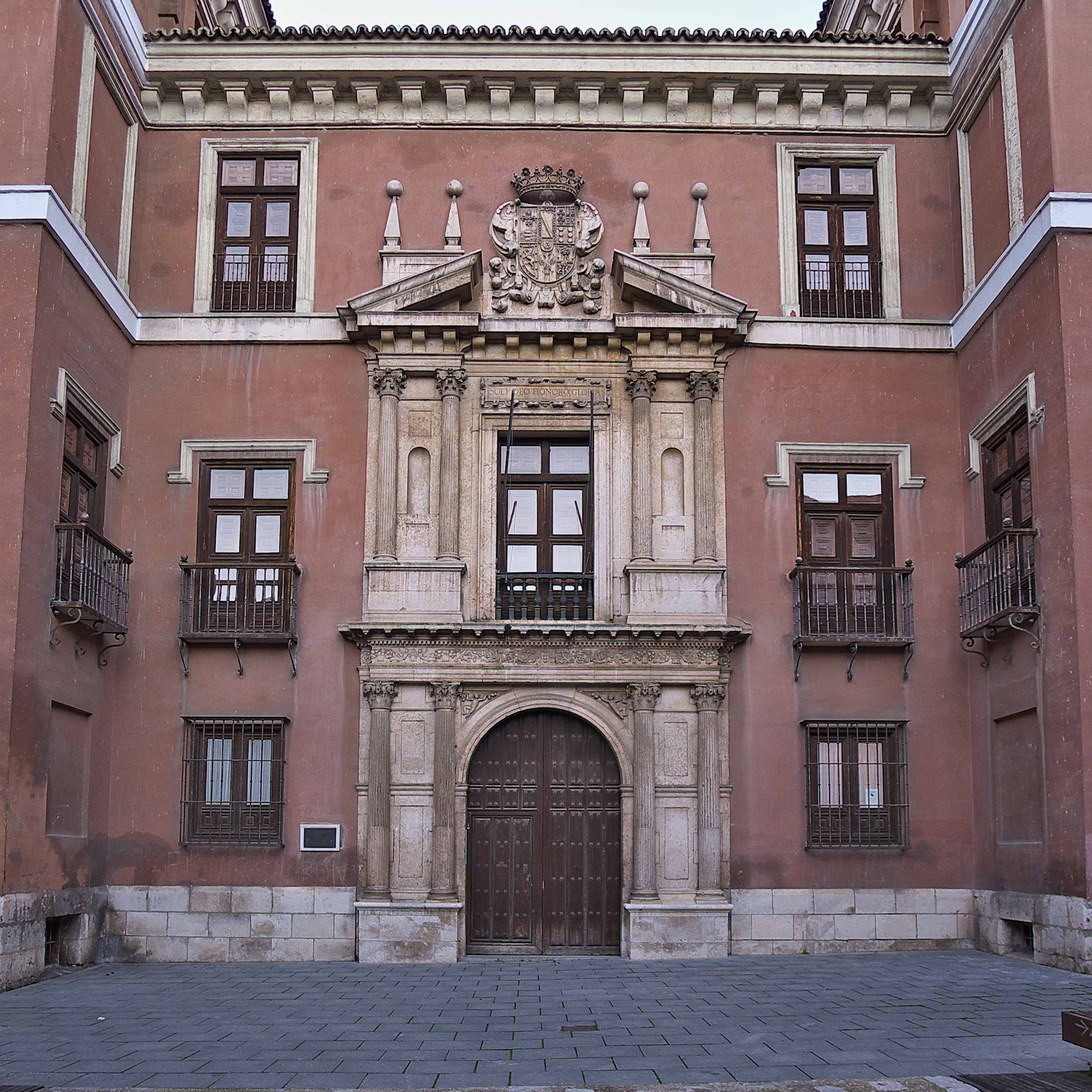
Juan González de la Lastra proyecta el palacio (1576) del banquero Fabio Nelli de Espinosa en Valladolid. Diego de Praves (1556-1620) desarrolla la portada de entrada al edificio.

El banquero fundó una Obra Pía en previsión de que se extinguiera la descendencia directa o indirecta, como sucedió en efecto. Dejó escrito que se estableciera en el palacio un hospital y albergue de estudiantes pobres, cosa que nunca se llevó a cabo. Al principio sirvió de residencia a algunos altos cargos religiosos y también se arrendó a personas particulares.
En 1774 el prior y otros religiosos del convento de San Pablo eran patronos de las memorias y obras pías fundadas por Fabio Nelli así como administradores de sus bienes en nombre de la Chancillería. En ese momento vivía como arrendatario en el palacio Ramón Castaños Leguizamon, patrono de la iglesia de Nuestra Señora de Begoña, marqués de Vargas y vecino de Valladolid. Encargó por su cuenta las reparaciones y arreglos necesarios en el edificio, por todo lo cual protestaron los frailes patronos. El señor Castaños, como respuesta, presentó una denuncia en la Chancillería acusando a dichos frailes de dejación en responsabilidad. La Chancillería le dio la razón.
Durante la Guerra de la Independencia Española el edificio fue ocupado por las tropas francesas, que lo utilizaron como almacén, causando muchos desperfectos. En 1816 fue utilizado para instalar las oficinas de la Real Hacienda. Tras la Desamortización pasó al Estado y poco después fue vendido a Felipe Tablares Maldonado por 114 000 reales.
En el siglo XX lo volvió a adquirir el Estado y en 1968 fue restaurado para albergar el museo Arqueológico. En el siglo XXI tiene el título de Museo de Valladolid.

## El Palacio en la actualidad

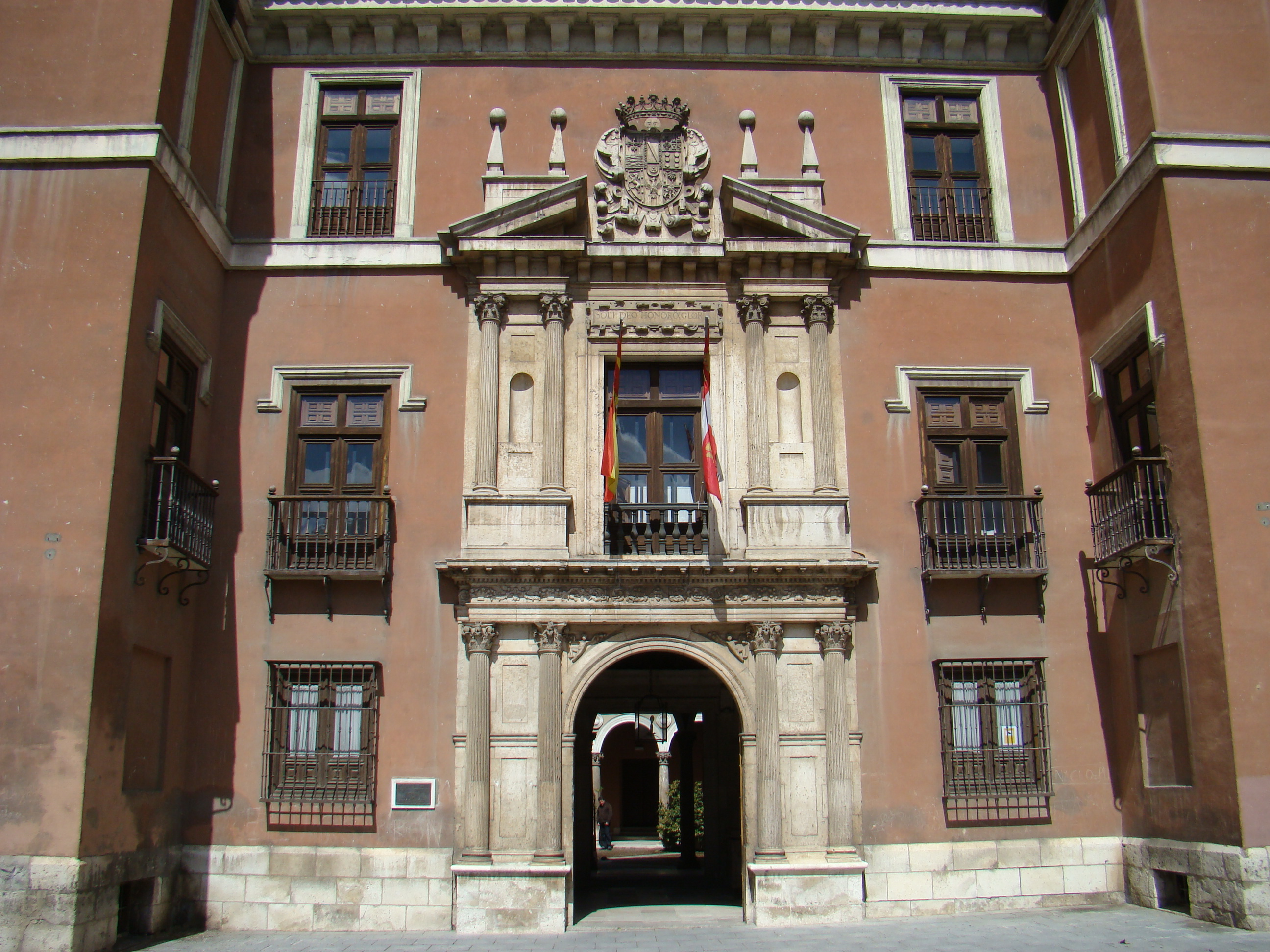
Vista del palacio en 2009.

Como museo y Bien de Interés Cultural que es el Palacio de Fabio Nelli desde el 16 de noviembre de 1961, su mantenimiento depende en primera instancia del Ministerio de Cultura, que delega su gestión en la Consejería de Cultura de la Junta de Castilla y León. El Palacio no ha sido restaurado en demasía desde la reforma realizada en 1968, por lo que tras más de cuarenta años, los responsables de esta institución creen necesario un repintado y una limpieza de la fachada y el patio.
La importancia de esta casa dentro de la ciudad castellana y de toda la comunidad autónoma es más que notable. Es el máximo exponente del clasicismo palaciego vallisoletano, destacando su fachada renacentista clasicista y sobre todo, su patio. Este cumple la característica propia de los palacios vallisoletanos, en los cuales, la parte que mira al Norte se encuentra tapiada, sin arcos que den sombra, para resguardarse así del característico frío de la ciudad, recibiendo de plano el calor del sol. Hay otros palacios similares en la ciudad, como el de los Villagómez, que también cumplen esta característica, pero la majestuosidad del Palacio de Fabio Nelli le proporciona una singularidad única.

### Perspectivas y necesidades de futuro

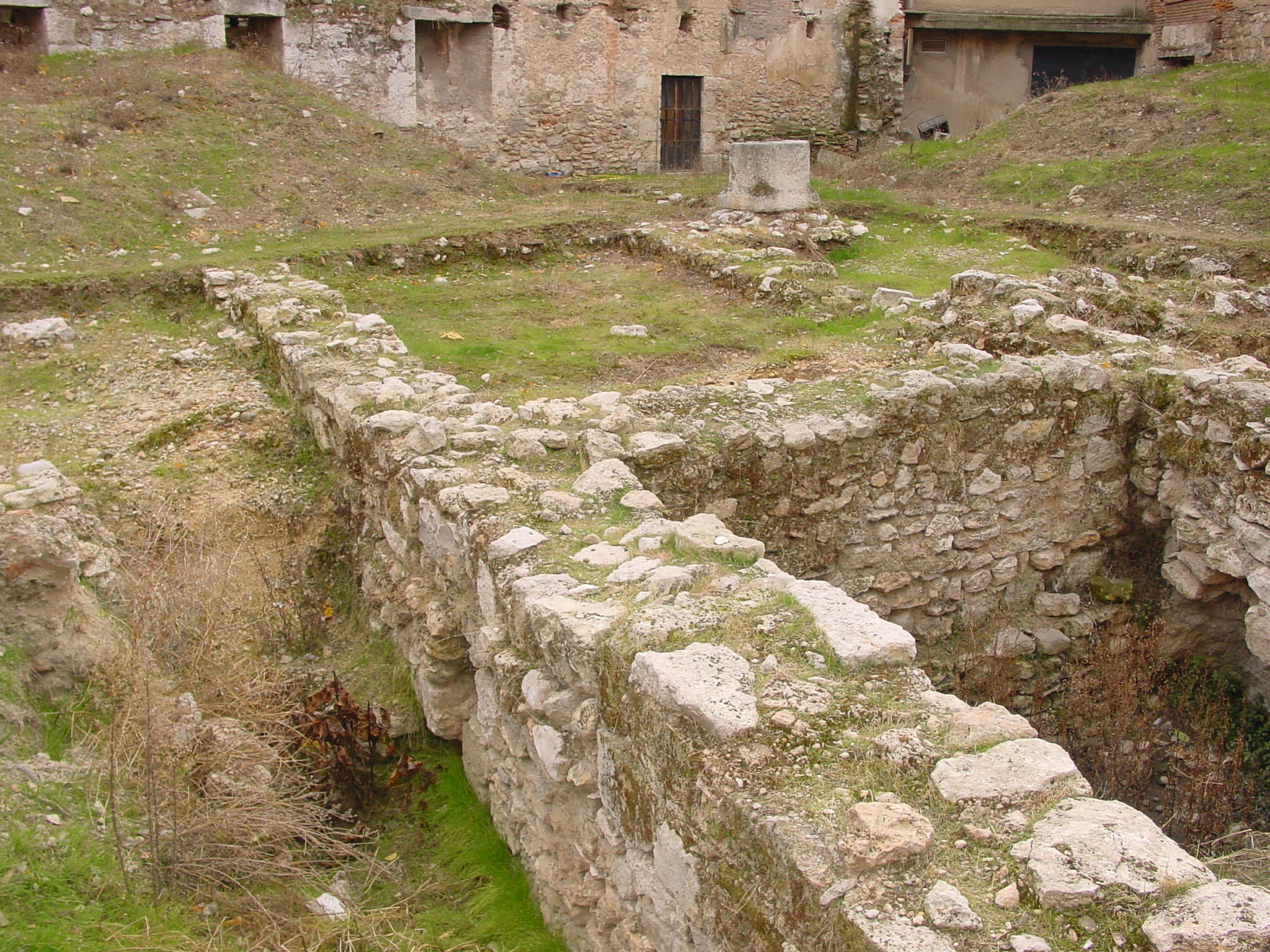
Parte trasera del palacio, en la calle Expósitos, con restos de la Muralla de Valladolid y lugar donde se planea realizar la ampliación del museo.

El Museo de Valladolid, institución que alberga el Palacio, presentó un proyecto de ampliación al Ayuntamiento de Valladolid en 2003, admitido a trámite. En dicho proyecto, se pretendía ampliar el Museo a partir del solar existente en la parte trasera del Palacio, en la Calle Expósitos. Al tratarse de una zona perteneciente al casco histórico de la capital, varios vecinos de edificios colindantes con el Palacio presentaron una querella judicial contra el proyecto, ya que a su parecer, este incumplía el Estudio de Detalle del Plan General de Ordenación Urbana (PGOU). Los tribunales fallaron a favor de los vecinos, por lo que el proyecto se encuentra totalmente paralizado y a la espera de uno nuevo.
Según el juicio de los responsables del museo, la ampliación es absolutamente necesaria y de gran urgencia. Como fondo arqueológico que es para toda la provincia, los sótanos del propio palacio se encuentran repletos de hallazgos, así como una nave situada en un área industrial. Además de ser necesaria por el espacio que proporcionaría para albergar un mayor número de hallazgos arqueológicos, el proyecto de ampliación presentado también contemplaba una limpieza profunda del edificio y un repintado del mismo, restaurando así su aspecto original.

## El museo
El museo fue creado como Museo Provincial de Antigüedades en el año 1879 y su sede estuvo en el edificio del Colegio de Santa Cruz. La colección se distribuye en dos secciones: Arqueología (10 salas) y Bellas Artes (8 salas). La sección de Arqueología muestra una secuencia cronológica completa de piezas de la provincia vallisoletana desde el Paleolítico hasta la Edad Media. En la sección de Bellas Artes se ofrecen pinturas de los siglos XV y XVI, tapices flamencos, orfebrería del siglo XVII, cerámica popular española, escultura y un pequeño apartado dedicado a la historia de la ciudad.
Entre la colección de Bellas Artes sobresalen la pintura del maestro del Obispo Sancho de Rojas representando a la Virgen con el Niño junto con dos donantes presentados por Santa Catalina y la Adoración de los pastores de Vicente Masip.
Entre la muestra de restos arqueológicos destaca el sarcófago del infante Alfonso de Castilla, con sus ropajes y tejidos.